# 1536
Portal Geschichte | Portal Biografien | Aktuelle Ereignisse | Jahreskalender | Tagesartikel

◄ |
15. Jahrhundert |
16. Jahrhundert
| 17. Jahrhundert | ►

◄ |
1500er |
1510er |
1520er |
1530er
| 1540er | 1550er | 1560er | ►

◄◄ |
◄ |
1532 |
1533 |
1534 |
1535 |
1536
| 1537 | 1538 | 1539 | 1540 | ► | ►►
Staatsoberhäupter  · Nekrolog   · Musikjahr
| Januar | Januar | Januar | Januar | Januar | Januar | Januar | Januar |
| Kw     | Mo     | Di     | Mi     | Do     | Fr     | Sa     | So     |
| ------ | ------ | ------ | ------ | ------ | ------ | ------ | ------ |
| 52     |        |        |        |        |        | 1      | 2      |
| 1      | 3      | 4      | 5      | 6      | 7      | 8      | 9      |
| 2      | 10     | 11     | 12     | 13     | 14     | 15     | 16     |
| 3      | 17     | 18     | 19     | 20     | 21     | 22     | 23     |
| 4      | 24     | 25     | 26     | 27     | 28     | 29     | 30     |
| 5      | 31     |        |        |        |        |        |        |

| Februar | Februar | Februar | Februar | Februar | Februar | Februar | Februar |
| Kw      | Mo      | Di      | Mi      | Do      | Fr      | Sa      | So      |
| ------- | ------- | ------- | ------- | ------- | ------- | ------- | ------- |
| 5       |         | 1       | 2       | 3       | 4       | 5       | 6       |
| 6       | 7       | 8       | 9       | 10      | 11      | 12      | 13      |
| 7       | 14      | 15      | 16      | 17      | 18      | 19      | 20      |
| 8       | 21      | 22      | 23      | 24      | 25      | 26      | 27      |
| 9       | 28      | 29      |         |         |         |         |         |

| März | März | März | März | März | März | März | März |
| Kw   | Mo   | Di   | Mi   | Do   | Fr   | Sa   | So   |
| ---- | ---- | ---- | ---- | ---- | ---- | ---- | ---- |
| 9    |      |      | 1    | 2    | 3    | 4    | 5    |
| 10   | 6    | 7    | 8    | 9    | 10   | 11   | 12   |
| 11   | 13   | 14   | 15   | 16   | 17   | 18   | 19   |
| 12   | 20   | 21   | 22   | 23   | 24   | 25   | 26   |
| 13   | 27   | 28   | 29   | 30   | 31   |      |      |

| April | April | April | April | April | April | April | April |
| Kw    | Mo    | Di    | Mi    | Do    | Fr    | Sa    | So    |
| ----- | ----- | ----- | ----- | ----- | ----- | ----- | ----- |
| 13    |       |       |       |       |       | 1     | 2     |
| 14    | 3     | 4     | 5     | 6     | 7     | 8     | 9     |
| 15    | 10    | 11    | 12    | 13    | 14    | 15    | 16    |
| 16    | 17    | 18    | 19    | 20    | 21    | 22    | 23    |
| 17    | 24    | 25    | 26    | 27    | 28    | 29    | 30    |

| Mai | Mai | Mai | Mai | Mai | Mai | Mai | Mai |
| Kw  | Mo  | Di  | Mi  | Do  | Fr  | Sa  | So  |
| --- | --- | --- | --- | --- | --- | --- | --- |
| 18  | 1   | 2   | 3   | 4   | 5   | 6   | 7   |
| 19  | 8   | 9   | 10  | 11  | 12  | 13  | 14  |
| 20  | 15  | 16  | 17  | 18  | 19  | 20  | 21  |
| 21  | 22  | 23  | 24  | 25  | 26  | 27  | 28  |
| 22  | 29  | 30  | 31  |     |     |     |     |

| Juni | Juni | Juni | Juni | Juni | Juni | Juni | Juni |
| Kw   | Mo   | Di   | Mi   | Do   | Fr   | Sa   | So   |
| ---- | ---- | ---- | ---- | ---- | ---- | ---- | ---- |
| 22   |      |      |      | 1    | 2    | 3    | 4    |
| 23   | 5    | 6    | 7    | 8    | 9    | 10   | 11   |
| 24   | 12   | 13   | 14   | 15   | 16   | 17   | 18   |
| 25   | 19   | 20   | 21   | 22   | 23   | 24   | 25   |
| 26   | 26   | 27   | 28   | 29   | 30   |      |      |

| Juli | Juli | Juli | Juli | Juli | Juli | Juli | Juli |
| Kw   | Mo   | Di   | Mi   | Do   | Fr   | Sa   | So   |
| ---- | ---- | ---- | ---- | ---- | ---- | ---- | ---- |
| 26   |      |      |      |      |      | 1    | 2    |
| 27   | 3    | 4    | 5    | 6    | 7    | 8    | 9    |
| 28   | 10   | 11   | 12   | 13   | 14   | 15   | 16   |
| 29   | 17   | 18   | 19   | 20   | 21   | 22   | 23   |
| 30   | 24   | 25   | 26   | 27   | 28   | 29   | 30   |
| 31   | 31   |      |      |      |      |      |      |

| August | August | August | August | August | August | August | August |
| Kw     | Mo     | Di     | Mi     | Do     | Fr     | Sa     | So     |
| ------ | ------ | ------ | ------ | ------ | ------ | ------ | ------ |
| 31     |        | 1      | 2      | 3      | 4      | 5      | 6      |
| 32     | 7      | 8      | 9      | 10     | 11     | 12     | 13     |
| 33     | 14     | 15     | 16     | 17     | 18     | 19     | 20     |
| 34     | 21     | 22     | 23     | 24     | 25     | 26     | 27     |
| 35     | 28     | 29     | 30     | 31     |        |        |        |

| September | September | September | September | September | September | September | September |
| Kw        | Mo        | Di        | Mi        | Do        | Fr        | Sa        | So        |
| --------- | --------- | --------- | --------- | --------- | --------- | --------- | --------- |
| 35        |           |           |           |           | 1         | 2         | 3         |
| 36        | 4         | 5         | 6         | 7         | 8         | 9         | 10        |
| 37        | 11        | 12        | 13        | 14        | 15        | 16        | 17        |
| 38        | 18        | 19        | 20        | 21        | 22        | 23        | 24        |
| 39        | 25        | 26        | 27        | 28        | 29        | 30        |           |

| Oktober | Oktober | Oktober | Oktober | Oktober | Oktober | Oktober | Oktober |
| Kw      | Mo      | Di      | Mi      | Do      | Fr      | Sa      | So      |
| ------- | ------- | ------- | ------- | ------- | ------- | ------- | ------- |
| 39      |         |         |         |         |         |         | 1       |
| 40      | 2       | 3       | 4       | 5       | 6       | 7       | 8       |
| 41      | 9       | 10      | 11      | 12      | 13      | 14      | 15      |
| 42      | 16      | 17      | 18      | 19      | 20      | 21      | 22      |
| 43      | 23      | 24      | 25      | 26      | 27      | 28      | 29      |
| 44      | 30      | 31      |         |         |         |         |         |

| November | November | November | November | November | November | November | November |
| Kw       | Mo       | Di       | Mi       | Do       | Fr       | Sa       | So       |
| -------- | -------- | -------- | -------- | -------- | -------- | -------- | -------- |
| 44       |          |          | 1        | 2        | 3        | 4        | 5        |
| 45       | 6        | 7        | 8        | 9        | 10       | 11       | 12       |
| 46       | 13       | 14       | 15       | 16       | 17       | 18       | 19       |
| 47       | 20       | 21       | 22       | 23       | 24       | 25       | 26       |
| 48       | 27       | 28       | 29       | 30       |          |          |          |

| Dezember | Dezember | Dezember | Dezember | Dezember | Dezember | Dezember | Dezember |
| Kw       | Mo       | Di       | Mi       | Do       | Fr       | Sa       | So       |
| -------- | -------- | -------- | -------- | -------- | -------- | -------- | -------- |
| 48       |          |          |          |          | 1        | 2        | 3        |
| 49       | 4        | 5        | 6        | 7        | 8        | 9        | 10       |
| 50       | 11       | 12       | 13       | 14       | 15       | 16       | 17       |
| 51       | 18       | 19       | 20       | 21       | 22       | 23       | 24       |
| 52       | 25       | 26       | 27       | 28       | 29       | 30       | 31       |

| Januar | Januar | Januar | Januar | Januar | Januar | Januar | Januar |
| Kw     | Mo     | Di     | Mi     | Do     | Fr     | Sa     | So     |
| ------ | ------ | ------ | ------ | ------ | ------ | ------ | ------ |
| 52     |        |        |        |        |        | 1      | 2      |
| 1      | 3      | 4      | 5      | 6      | 7      | 8      | 9      |
| 2      | 10     | 11     | 12     | 13     | 14     | 15     | 16     |
| 3      | 17     | 18     | 19     | 20     | 21     | 22     | 23     |
| 4      | 24     | 25     | 26     | 27     | 28     | 29     | 30     |
| 5      | 31     |        |        |        |        |        |        |

| Februar | Februar | Februar | Februar | Februar | Februar | Februar | Februar |
| Kw      | Mo      | Di      | Mi      | Do      | Fr      | Sa      | So      |
| ------- | ------- | ------- | ------- | ------- | ------- | ------- | ------- |
| 5       |         | 1       | 2       | 3       | 4       | 5       | 6       |
| 6       | 7       | 8       | 9       | 10      | 11      | 12      | 13      |
| 7       | 14      | 15      | 16      | 17      | 18      | 19      | 20      |
| 8       | 21      | 22      | 23      | 24      | 25      | 26      | 27      |
| 9       | 28      | 29      |         |         |         |         |         |

| März | März | März | März | März | März | März | März |
| Kw   | Mo   | Di   | Mi   | Do   | Fr   | Sa   | So   |
| ---- | ---- | ---- | ---- | ---- | ---- | ---- | ---- |
| 9    |      |      | 1    | 2    | 3    | 4    | 5    |
| 10   | 6    | 7    | 8    | 9    | 10   | 11   | 12   |
| 11   | 13   | 14   | 15   | 16   | 17   | 18   | 19   |
| 12   | 20   | 21   | 22   | 23   | 24   | 25   | 26   |
| 13   | 27   | 28   | 29   | 30   | 31   |      |      |

| April | April | April | April | April | April | April | April |
| Kw    | Mo    | Di    | Mi    | Do    | Fr    | Sa    | So    |
| ----- | ----- | ----- | ----- | ----- | ----- | ----- | ----- |
| 13    |       |       |       |       |       | 1     | 2     |
| 14    | 3     | 4     | 5     | 6     | 7     | 8     | 9     |
| 15    | 10    | 11    | 12    | 13    | 14    | 15    | 16    |
| 16    | 17    | 18    | 19    | 20    | 21    | 22    | 23    |
| 17    | 24    | 25    | 26    | 27    | 28    | 29    | 30    |

| Mai | Mai | Mai | Mai | Mai | Mai | Mai | Mai |
| Kw  | Mo  | Di  | Mi  | Do  | Fr  | Sa  | So  |
| --- | --- | --- | --- | --- | --- | --- | --- |
| 18  | 1   | 2   | 3   | 4   | 5   | 6   | 7   |
| 19  | 8   | 9   | 10  | 11  | 12  | 13  | 14  |
| 20  | 15  | 16  | 17  | 18  | 19  | 20  | 21  |
| 21  | 22  | 23  | 24  | 25  | 26  | 27  | 28  |
| 22  | 29  | 30  | 31  |     |     |     |     |

| Juni | Juni | Juni | Juni | Juni | Juni | Juni | Juni |
| Kw   | Mo   | Di   | Mi   | Do   | Fr   | Sa   | So   |
| ---- | ---- | ---- | ---- | ---- | ---- | ---- | ---- |
| 22   |      |      |      | 1    | 2    | 3    | 4    |
| 23   | 5    | 6    | 7    | 8    | 9    | 10   | 11   |
| 24   | 12   | 13   | 14   | 15   | 16   | 17   | 18   |
| 25   | 19   | 20   | 21   | 22   | 23   | 24   | 25   |
| 26   | 26   | 27   | 28   | 29   | 30   |      |      |

| Juli | Juli | Juli | Juli | Juli | Juli | Juli | Juli |
| Kw   | Mo   | Di   | Mi   | Do   | Fr   | Sa   | So   |
| ---- | ---- | ---- | ---- | ---- | ---- | ---- | ---- |
| 26   |      |      |      |      |      | 1    | 2    |
| 27   | 3    | 4    | 5    | 6    | 7    | 8    | 9    |
| 28   | 10   | 11   | 12   | 13   | 14   | 15   | 16   |
| 29   | 17   | 18   | 19   | 20   | 21   | 22   | 23   |
| 30   | 24   | 25   | 26   | 27   | 28   | 29   | 30   |
| 31   | 31   |      |      |      |      |      |      |

| August | August | August | August | August | August | August | August |
| Kw     | Mo     | Di     | Mi     | Do     | Fr     | Sa     | So     |
| ------ | ------ | ------ | ------ | ------ | ------ | ------ | ------ |
| 31     |        | 1      | 2      | 3      | 4      | 5      | 6      |
| 32     | 7      | 8      | 9      | 10     | 11     | 12     | 13     |
| 33     | 14     | 15     | 16     | 17     | 18     | 19     | 20     |
| 34     | 21     | 22     | 23     | 24     | 25     | 26     | 27     |
| 35     | 28     | 29     | 30     | 31     |        |        |        |

| September | September | September | September | September | September | September | September |
| Kw        | Mo        | Di        | Mi        | Do        | Fr        | Sa        | So        |
| --------- | --------- | --------- | --------- | --------- | --------- | --------- | --------- |
| 35        |           |           |           |           | 1         | 2         | 3         |
| 36        | 4         | 5         | 6         | 7         | 8         | 9         | 10        |
| 37        | 11        | 12        | 13        | 14        | 15        | 16        | 17        |
| 38        | 18        | 19        | 20        | 21        | 22        | 23        | 24        |
| 39        | 25        | 26        | 27        | 28        | 29        | 30        |           |

| Oktober | Oktober | Oktober | Oktober | Oktober | Oktober | Oktober | Oktober |
| Kw      | Mo      | Di      | Mi      | Do      | Fr      | Sa      | So      |
| ------- | ------- | ------- | ------- | ------- | ------- | ------- | ------- |
| 39      |         |         |         |         |         |         | 1       |
| 40      | 2       | 3       | 4       | 5       | 6       | 7       | 8       |
| 41      | 9       | 10      | 11      | 12      | 13      | 14      | 15      |
| 42      | 16      | 17      | 18      | 19      | 20      | 21      | 22      |
| 43      | 23      | 24      | 25      | 26      | 27      | 28      | 29      |
| 44      | 30      | 31      |         |         |         |         |         |

| November | November | November | November | November | November | November | November |
| Kw       | Mo       | Di       | Mi       | Do       | Fr       | Sa       | So       |
| -------- | -------- | -------- | -------- | -------- | -------- | -------- | -------- |
| 44       |          |          | 1        | 2        | 3        | 4        | 5        |
| 45       | 6        | 7        | 8        | 9        | 10       | 11       | 12       |
| 46       | 13       | 14       | 15       | 16       | 17       | 18       | 19       |
| 47       | 20       | 21       | 22       | 23       | 24       | 25       | 26       |
| 48       | 27       | 28       | 29       | 30       |          |          |          |

| Dezember | Dezember | Dezember | Dezember | Dezember | Dezember | Dezember | Dezember |
| Kw       | Mo       | Di       | Mi       | Do       | Fr       | Sa       | So       |
| -------- | -------- | -------- | -------- | -------- | -------- | -------- | -------- |
| 48       |          |          |          |          | 1        | 2        | 3        |
| 49       | 4        | 5        | 6        | 7        | 8        | 9        | 10       |
| 50       | 11       | 12       | 13       | 14       | 15       | 16       | 17       |
| 51       | 18       | 19       | 20       | 21       | 22       | 23       | 24       |
| 52       | 25       | 26       | 27       | 28       | 29       | 30       | 31       |

## Ereignisse

### Politik und Weltgeschehen

#### England
- 30. Mai: Englands König Heinrich VIII. vermählt sich elf Tage nach der Hinrichtung Anne Boleyns mit Jane Seymour. Sie ist seine dritte Ehefrau.
- September: Charles Brandon, 1. Duke of Suffolk, schlägt den Lincolnshire-Aufstand nieder.

Banner der Pilgrimage of Grace mit den fünf Wunden Christi

- 8. Oktober: Im Norden Englands bricht unter der Führung des Juristen Robert Aske die Pilgrimage of Grace (Pilgerfahrt der Gnade) aus, eine Rebellion der Katholiken gegen die Abspaltung der englischen Kirche von Rom und die Bastardisierung der Prinzessin Maria. Innerhalb weniger Tage breitet sich der Aufstand in den Gebieten Yorkshire, Richmondshire, Sedbergh, Nidderdale und Mashamshire aus. Die Zahl der Pilger wächst in die Tausende. Unter ihnen befinden sich Angehörige des Klerus, einfache Bauern, Angehörige der Gentry und des höheren englischen Adels, die sich zum Teil gewaltsam Zutritt in Städte und Häuser verschaffen. Da Heinrichs Armee den Aufständischen zahlenmäßig weit unterlegen ist, muss er mit ihnen verhandeln. Er bietet einen Generalpardon an und macht weitreichende Zugeständnisse. Unter anderem soll seine Frau Jane Seymour in York zur katholischen Königin gekrönt werden. Nachdem sich der Aufstand aufgelöst hat, hält sich Heinrich aber nicht an diese Zugeständnisse.
- Das Fürstentum Wales wird in das Königreich England eingegliedert (Act of Union unter Heinrich VIII.).

#### Weitere Ereignisse in Europa
- Die Waadt wird nach Eroberung durch Hans Franz Nägeli Untertanengebiet der Stadt und Republik Bern.

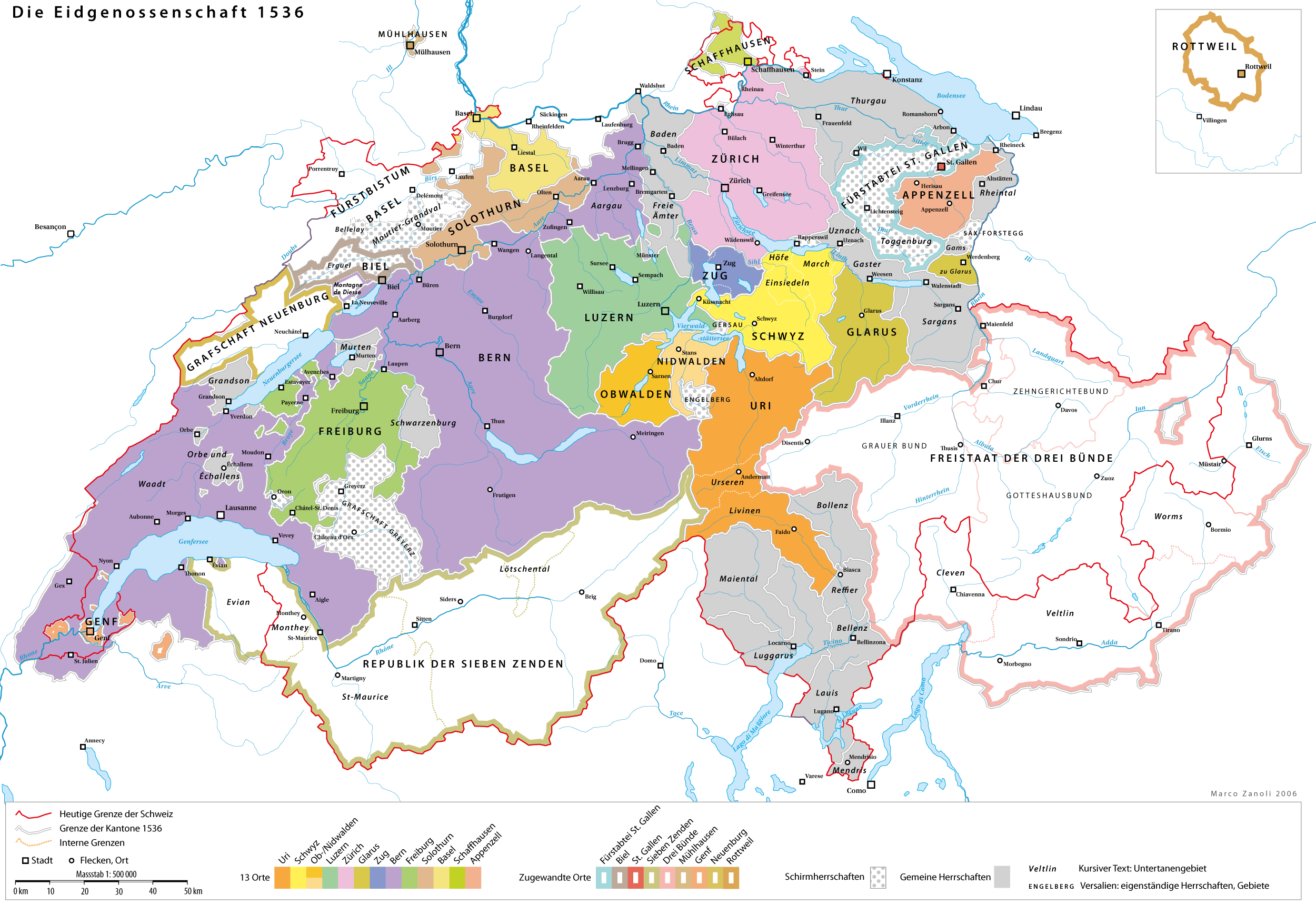
Die Schweiz 1536

- Der dänische Reichstag beschließt, die lutherische Reformation in Dänemark einzuführen.

#### Amerika

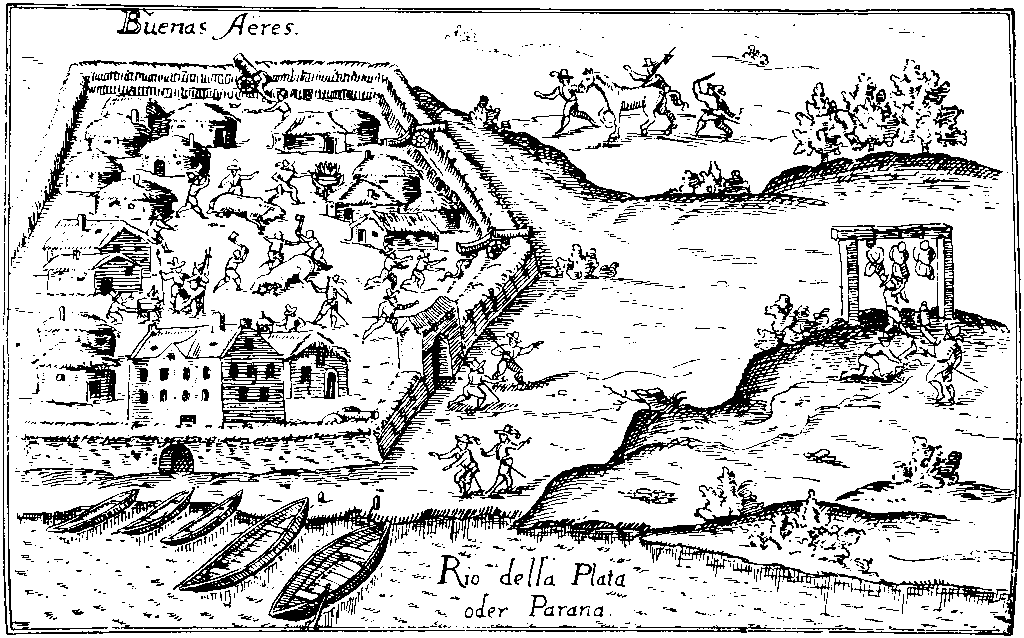
Buenos Aires kurz nach seiner Gründung

- 2. Februar: Der Spanier Pedro de Mendoza gründet Buenos Aires, die heutige Hauptstadt von Argentinien, unter dem Namen: Puerto de Nuestra Señora Santa María del Buen Ayre („Hafen unserer lieben Frau [der Heiligen] Maria vom guten Winde“).
- 14. April: Dem Inka-Herrscher Manco Cápac II. gelingt die Flucht aus der Gefangenschaft der Spanier. Er organisiert Inka-Truppen im Tal von Urubamba und nimmt in der Folge die bei Cusco gelegene Festung Sacsayhuamán ein.
- 6. Mai: Die Belagerung von Cusco durch die Inka unter Manco Cápac II. beginnt. Einen Angriff auf Ciudad de los Reyes (Lima) können die Spanier abwehren.
- Die Expedition Diego de Almagros nach Süden ins heutige Chile mündet in ein Desaster.

### Kultur
- Erscheinen der ersten italienischen Flugschrift mit politischen Neuigkeiten, der „Gazetta di Venezia“, in Venedig
- Das Drama Homulus von Christian Ischyrius, eine Bearbeitung des Jedermann-Stoffes, erscheint erstmals im Druck.

### Religion

#### Reformation im Heiligen Römischen Reich und in Frankreich
Im März wird bei dem Basler Buchdrucker Thomas Platter die erste Ausgabe der Institutio Christianae Religionis von Johannes Calvin gedruckt und veröffentlicht. Die erste Ausgabe enthält sechs Kapitel. Durch fortlaufende Erweiterungen wächst die Institutio zu einem großen Lehrwerk des christlichen Glaubens im reformatorischen Sinne heran, das 1559 schließlich 80 Kapitel umfassen wird. Als eines der wichtigsten Bücher der Reformation wird die Institutio das theologische Lehrbuch der französischsprachigen reformierten Kirche und Grundlage der Theologie der reformierten Kirche außerhalb Frankreichs. In der – vergeblichen – Hoffnung, es möge ihn von der Verfolgung der Hugenotten abhalten, hat Calvin das Werk dem französischen König Franz I. gewidmet.
Im Mai schließen reformatorische Theologen die Wittenberger Konkordie. Dabei geht es um die Auslegung des Abendmahls, die zwischen Vertretern der Schweizer und sogenannten „oberdeutschen“ Reformation strittig ist. An den Verhandlungen vom 21. Mai bis 28. Mai nehmen teil die Wittenberger Martin Luther, Philipp Melanchthon, Johannes Bugenhagen, Caspar Cruciger der Ältere, Matthäus Alber und Johannes Schradin aus Reutlingen, Jacob Ottner aus Esslingen am Neckar, Johann Bernhard aus Frankfurt am Main, Martin Bucer und Wolfgang Capito aus Straßburg, Martin Frecht aus Ulm, Justus Menius aus Eisenach, Friedrich Myconius aus Gotha, Wolfgang Musculus und Bonifacius Wolfhart aus Augsburg, Gervasius Schuler aus Memmingen, und der erst später eingetroffene Johannes Zwick aus Konstanz. Justus Jonas der Ältere unterzeichnet die Konkordie nachträglich. Mit Ausnahme des Konstanzer Predigers Zwick, der vorschützt, dazu nicht legitimiert zu sein, nehmen die oberdeutschen Städte die Konkordie an, nicht aber die Schweizer.

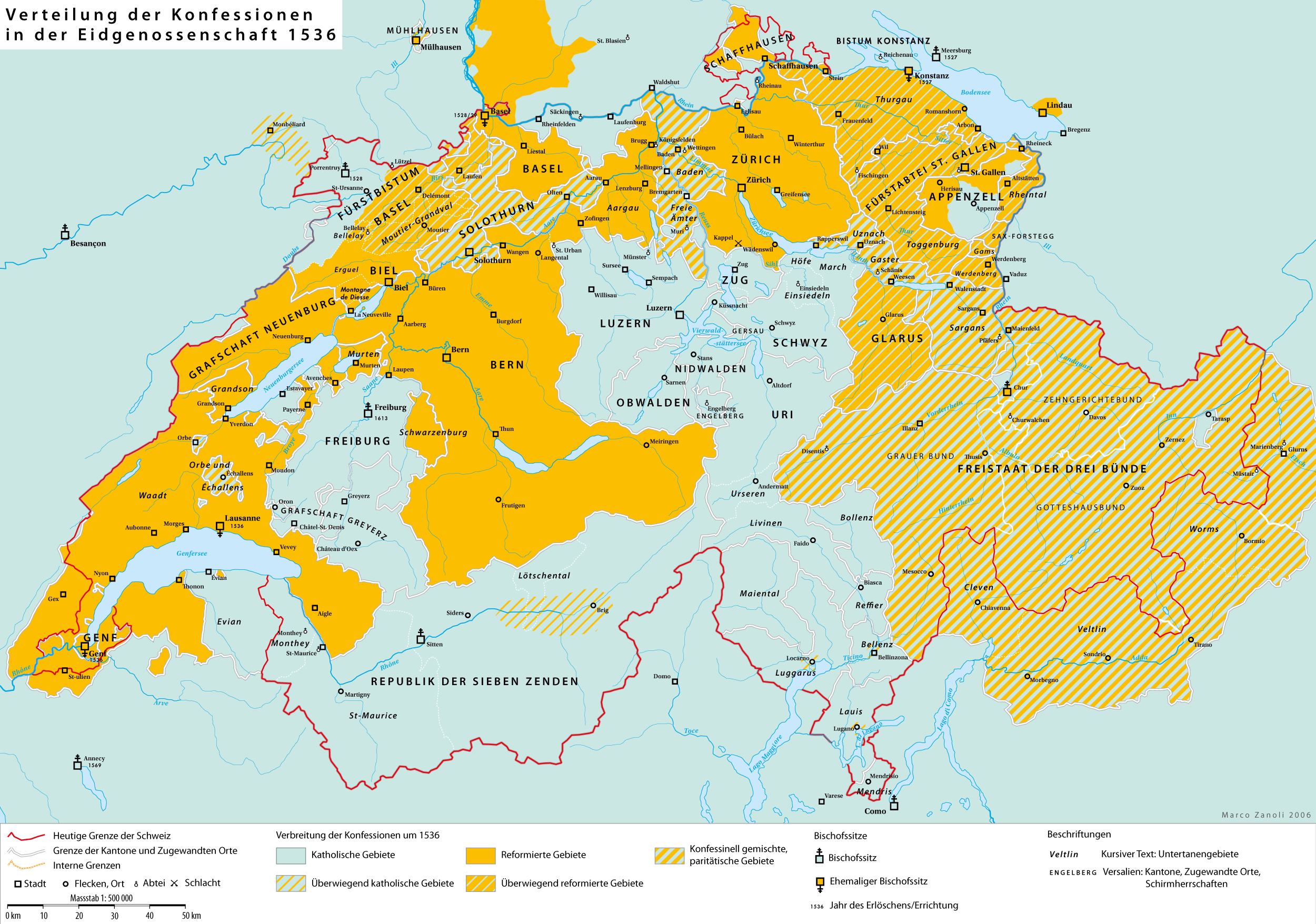
Konfessionelle Verteilung in der Eidgenossenschaft 1536

Der theologische Lehrunterschied führt schließlich zu einer Auseinanderentwicklung zwischen deutscher und schweizerischer Reformation und begründet somit auch die Sonderstellung des Calvinismus, die etwa angesichts der reformierten Konfessionsbildung in Frankreich eine europäische Dimension annehmen wird. Die „deutsche“ Richtung der Reformation bleibt dagegen trotz fortwährender Diskussionen über dogmatisch-sakramentale Fragen vergleichsweise geschlossen.

#### Inquisition in Portugal
Mit päpstlicher Erlaubnis werden drei Inquisitoren für Portugal ernannt und dem König das Recht für die Benennung eines vierten zugestanden. Der portugiesische Inquisitionsrat wird als Consejo general bezeichnet. Im portugiesischen Mutterland werden schließlich drei Inquisitionstribunale in Coimbra, in Lissabon und in Evora errichtet.

#### Reformation in England

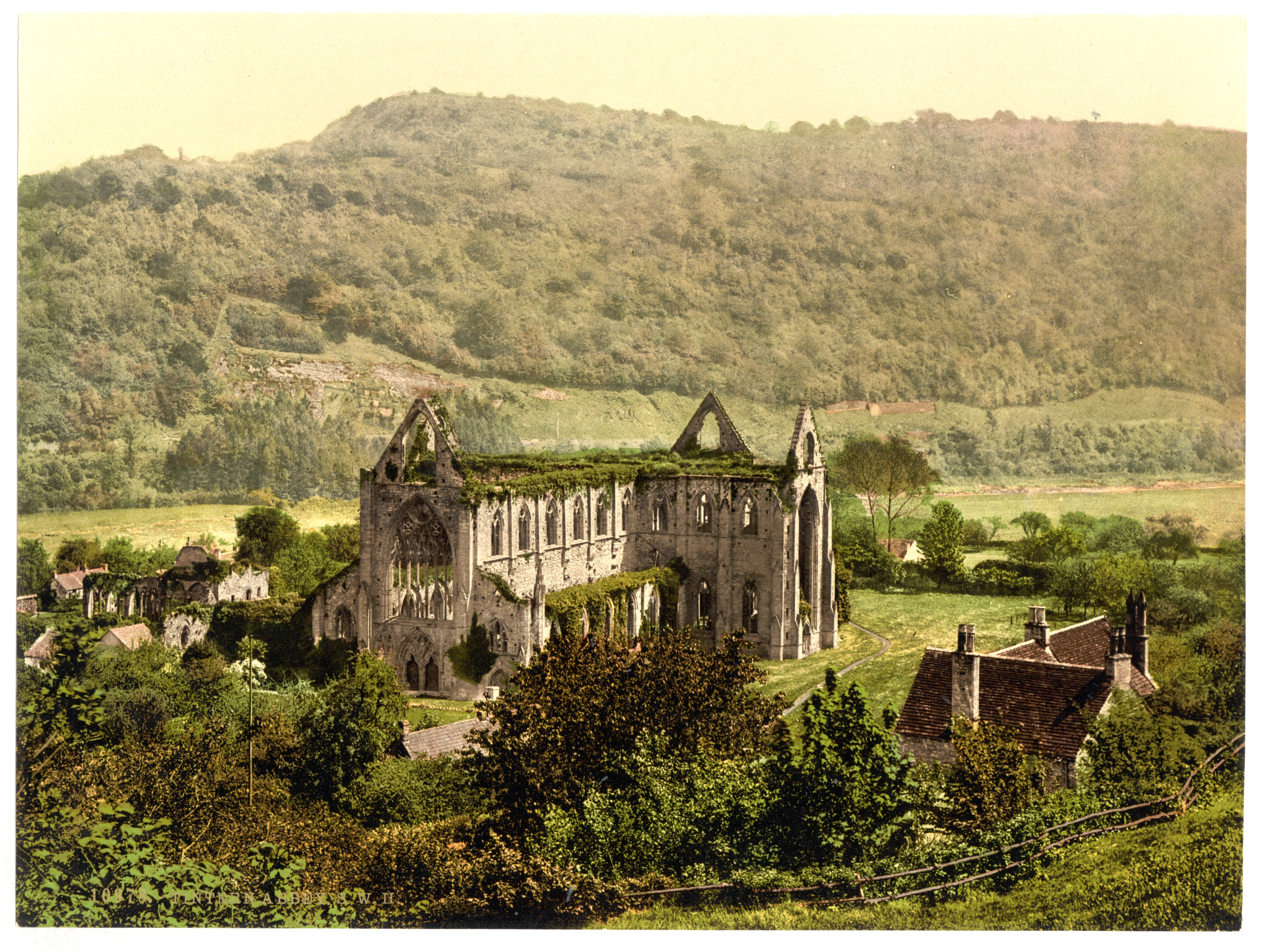
Tintern Abbey um 1900

- Die walisische Tintern Abbey wird aufgelöst.

### Katastrophen
- Der Erdbeben-Stelenwald von Xichang berichtet von einem Erdbeben im Bezirk Liangshan in Sichuan.

## Historische Karten und Ansichten

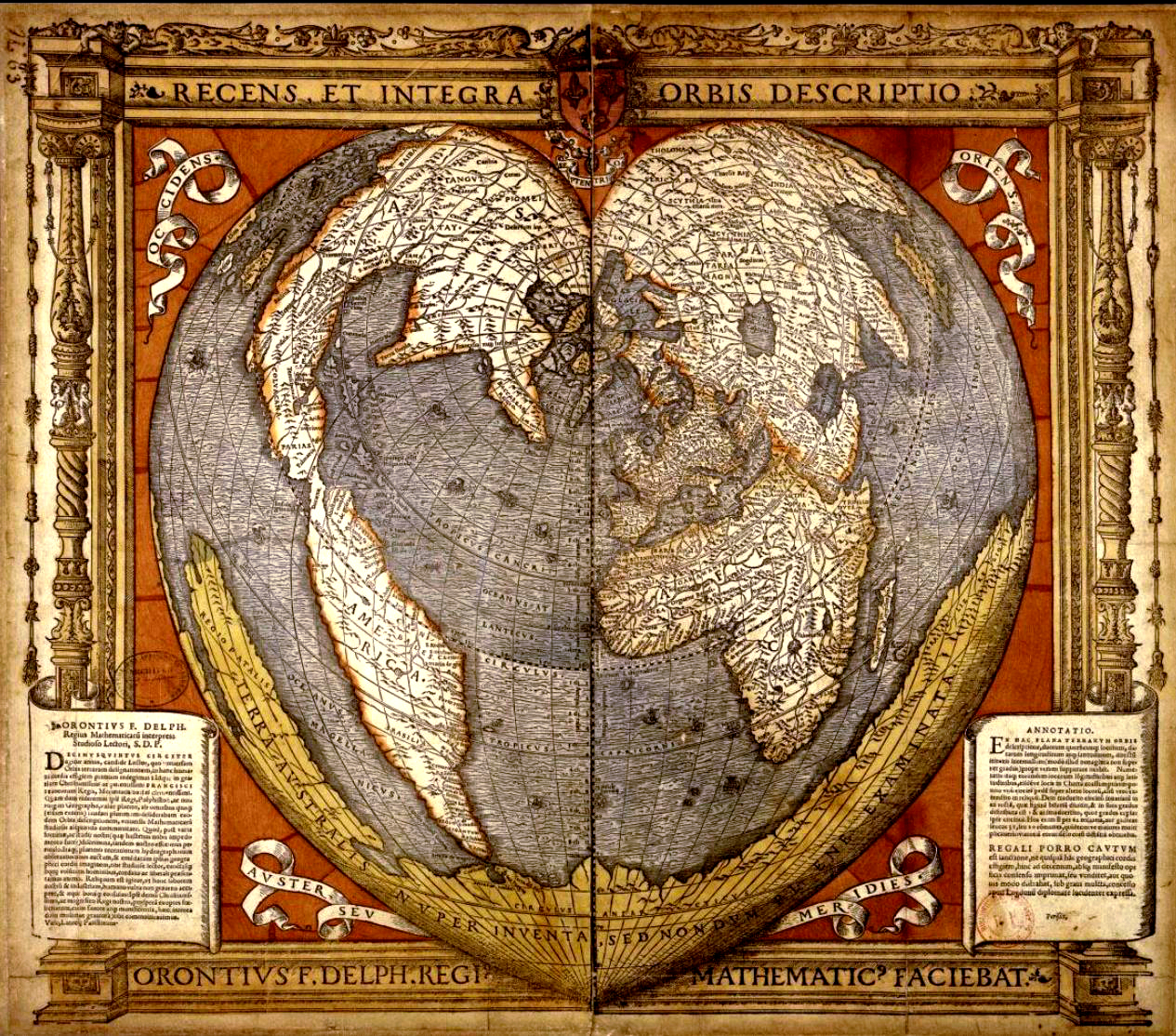
Die Erde dargestellt mittels der Stab-Wernerschen Projektion, 1536
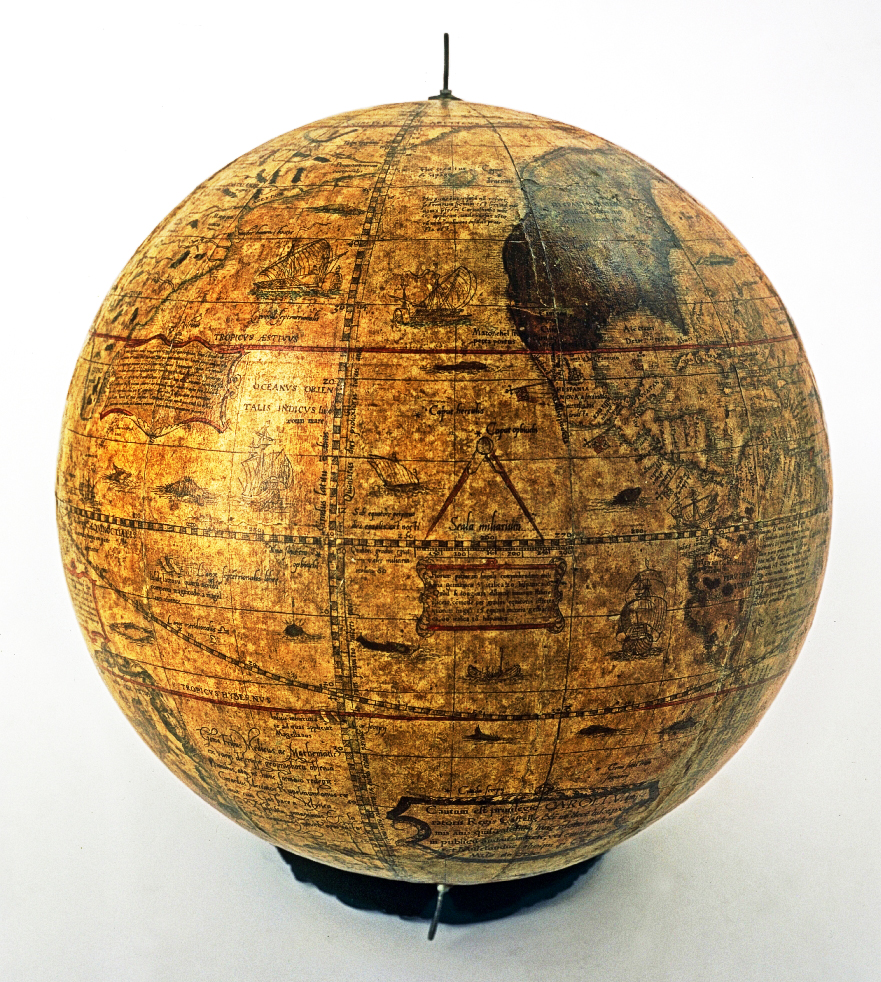
Erdglobus des Gemma Frisius, 1536

## Geboren

### Geburtsdatum gesichert
- 22. Januar: Philibert von Baden, Markgraf von Baden († 1569)
- 12. Februar: Leonardo Donà, 90. Doge von Venedig († 1612)
- 16. Februar: Margarethe von Österreich, Erzherzogin von Österreich und Mitbegründerin und Stiftsdame des Haller Damenstifts († 1567)
- 24. Februar: Ippolito Aldobrandini, unter dem Namen Clemens VIII. Papst der katholischen Kirche († 1605)
- 18. März: Karl von Utenhove, flämischer Gelehrter und Dichter († 1600)
- 31. März: Ashikaga Yoshiteru, japanischer Shogun († 1565)
- 08. April: Barbara von Hessen, Gräfin von Württemberg-Mömpelgard und Gräfin von Waldeck († 1597)
- 16. April: Poul Cypræus, dänischer Jurist, Historiker und Diplomat († 1609)
- 03. Mai: Stephan Praetorius, deutscher lutherischer Theologe und Erbauungsschriftsteller († 1603)
- 10. August: Caspar Olevian, deutscher Theologe und Reformator († 1587)
- 15. August: Johann Münch, deutscher Rechtswissenschaftler († 1599)
- 24. August: Matthäus Dresser, deutscher Schulhumanist, Pädagoge, Philologe und Historiker († 1607)
- 06. September: Cesare I. Gonzaga, Graf von Guastalla und Herzog von Amalfi († 1575)
- 20. Oktober: Joachim Ernst, Fürst von Anhalt († 1586)
- 28. Oktober: Felix Platter, Schweizer Arzt und Schriftsteller († 1614)
- 11. November: Marcantonio Memmo, 91. Doge von Venedig († 1615)
- 22. November: Johann VI., Graf von Nassau-Dillenburg und Regent von Gelderland († 1606)
- 05. Dezember: Santi di Tito, italienischer Maler und Architekt († 1603)
- 18. Dezember: Antonio Calcagni, italienischer Bildhauer und Bronzegießer († 1593)
- 26. Dezember: Yi I, koreanischer Philosoph († 1584)
- 29. Dezember: Heinrich VI. von Plauen, Burggraf von Meißen († 1572)

### Genaues Geburtsdatum unbekannt
- Eberwin III., Graf von Bentheim-Steinfurt († 1562)
- Andreas Franckenberger, deutscher Historiker und Rhetoriker († 1590)
- Charles Howard, 1. Earl of Nottingham, englischer Staatsmann und Admiral († 1624)
- Jeremias II., Patriarch von Konstantinopel († 1595)
- Thomas Sackville, 1. Earl of Dorset, englischer Staatsmann, Dramatiker und Dichter († 1608)

## Gestorben

### Erstes Halbjahr
- 03. Januar: Vincens Lunge, dänischer und norwegischer Ratsherr (* 1483)
- 06. Januar: Baldassare Peruzzi, italienischer Architekt und Maler (* 1481)

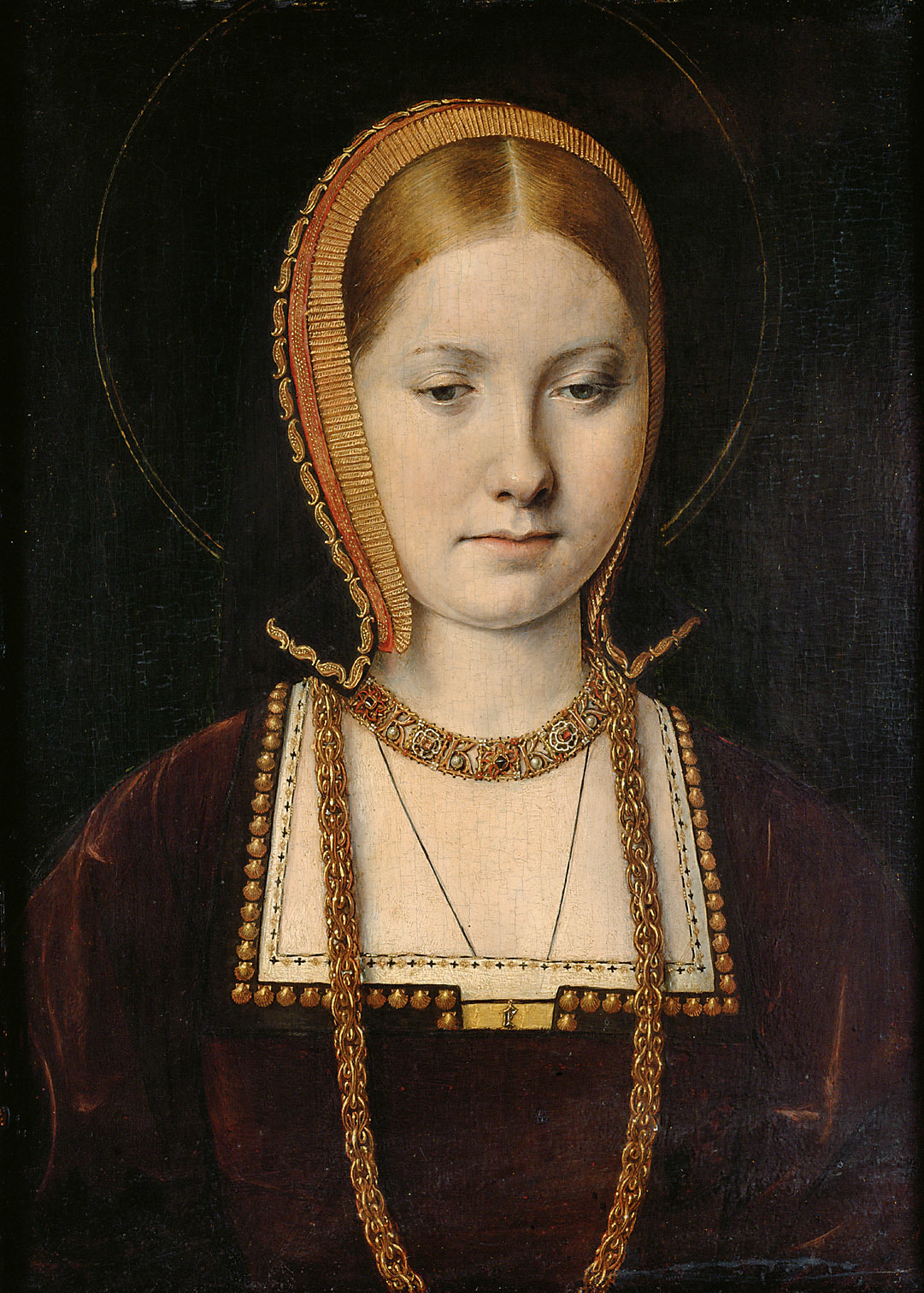
Katharina von Aragón

- 07. Januar: Katharina von Aragón, erste Frau Heinrichs VIII., Königin von England (* 1485)

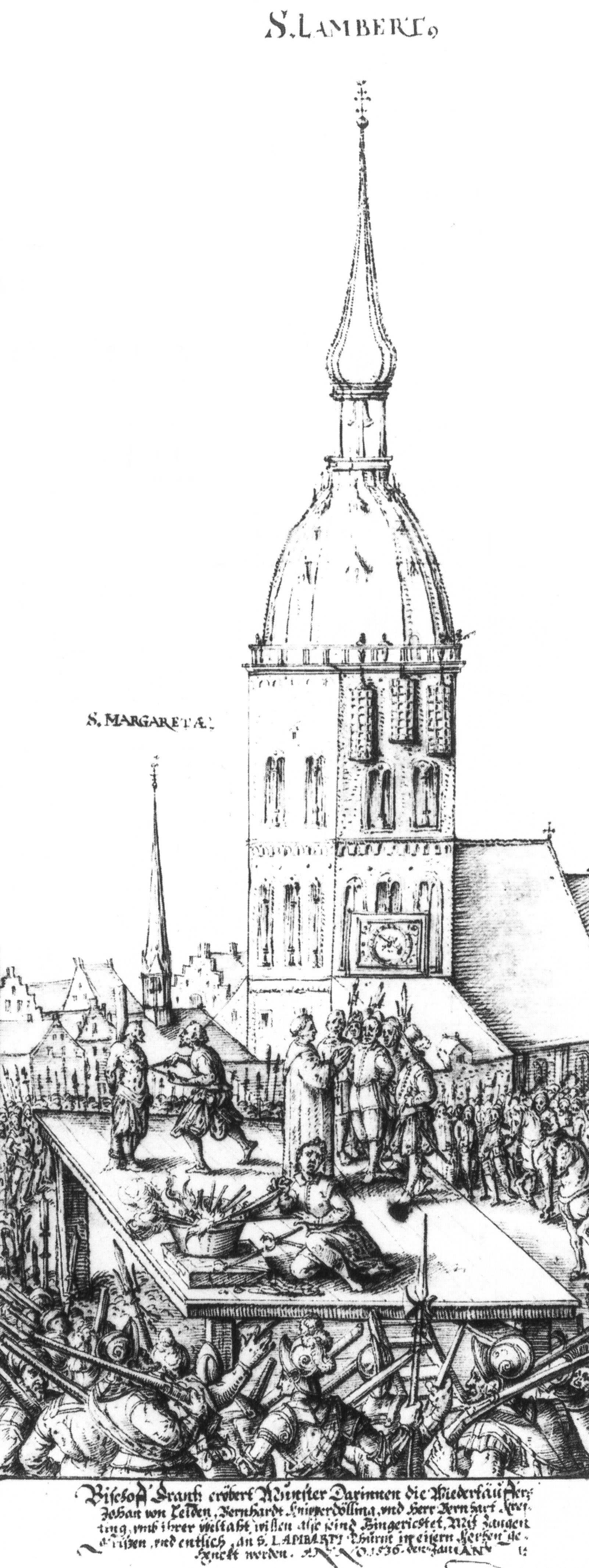
Hinrichtung der Täufer
van Leiden, Krechting
und Knipperdolling

- 22. Januar: Jan van Leiden, Täufer („König von Münster“) (* 1509)
- 22. Januar: Bernd Knipperdolling, Führer der Täufer in Münster (* um 1495)
- 22. Januar: Bernd Krechting, Führer der Täufer in Münster (* vor 1500)
- 25. Februar: Berchtold Haller, Reformator der Stadt Bern (* 1492)
- 25. Februar: Jakob Hutter, Führer und Organisator des Tiroler Täufertums, auf dem Scheiterhaufen verbrannt (* wahrsch. Ende 15. Jh.)
- 12. März: Ulrich von Dornum, ostfriesischer Adliger (* 1465/66)
- 15. März: Makbul Ibrahim Pascha, Großwesir des Osmanischen Reiches (* um 1493)
- 04. April: Friedrich II., Markgraf von Brandenburg-Ansbach und Brandenburg-Kulmbach (* 1460)
- 04. April: Marin Sanudo, italienischer Historiker, Schriftsteller und Tagebuchschreiber (* 1466)
- 27. April: Johann Apel, deutscher Jurist und Humanist (* 1486)
- 27. April: Francisco de Mello, portugiesischer Mathematiker, Theologe und Lehrer (* 1490)
- 17. Mai: George Boleyn, Viscount Rochford, englischer Diplomat und Bruder Anne Boleyns, enthauptet (* um 1504)
- 17. Mai: Henry Norris, englischer Höfling, enthauptet (* um 1490)
- 17. Mai: Mark Smeaton, englischer Musiker, enthauptet (* um 1511/16)
- 17. Mai: Francis Weston, englischer Adliger (* 1511)
- 19. Mai: Anne Boleyn, zweite Frau Heinrichs VIII., Königin von England, wegen Hochverrats enthauptet (* 1501 oder 1507)
- 31. Mai: Karl I., Herzog von Münsterberg und Oels (* 1476)
- 29. Juni: Bernhard III. von Baden, Markgraf von Baden-Baden (* 1474)

### Zweites Halbjahr
- 02. Juli: John Stewart, 2. Duke of Albany, schottischer Adeliger (* um 1484)
- 12. Juli: Erasmus von Rotterdam, niederländischer Humanist, Theologe, Philosoph, Philologe und Autor zahlreicher Bücher (* um 1466)
- 23. Juli: Henry Fitzroy, 1. Duke of Richmond and Somerset, unehelicher Sohn des englischen Königs Heinrich VIII. (* 1519)
- 20. August: Friedrich von Brandenburg-Ansbach, Dompropst im Würzburger Dom (* 1497)
- 15. September: Antonio de Leyva, spanischer Feldherr (* 1480)
- 17. September: Simon V., Graf zur Lippe (* 1471)
- 25. September: Janus (Johannes) Secundus, niederländischer Rechtswissenschaftler, Dichter, Maler und Bildhauer (* 1511)
- 26. September: Didier de Saint-Jaille, Großmeister des Malteserordens
- 06. Oktober: William Tyndale, englischer Bibelübersetzer, auf dem Scheiterhaufen verbrannt (* um 1484)
- 14. Oktober: Garcilaso de la Vega, spanischer Soldat und Dichter (* zwischen 1498 und 1503)
- 15. Oktober: Germaine de Foix, französische Adelige und Königin von Aragón und Sizilien (* 1488/1490)
- 26. Oktober: Christophorus Rauber, Bischof von Laibach und Administrator des Bistums Seckau (* 1466)
- 30. Oktober: Hamman von Holzhausen, Patrizier und Ratsherr in Frankfurt am Main (* 1467)
- 05. November: Leonhard Peurl, Bischof von Lavant (* 1454)
- 22. November: Melchior von Sparneck, Domherr in Regensburg (* vor 1488)
- 08. Dezember: Diego Méndez, spanischer Seefahrer und Konquistador (* um 1472)
- 21. Dezember: Robert III. de La Marck, Marschall von Frankreich (* 1492/93)
- 31. Dezember: Margarete Eriksdotter Wasa, Schwester des schwedischen Königs Gustav I. Wasa (* 1497)

### Genaues Todesdatum unbekannt
- Christophorus Rauber, zweiter Bischof von Laibach (Ljubljana) (* um 1466)
- Daniel Hopfer, Radierer und Holzschnitzer in Augsburg (* um 1470)
- Garcia de Resende, portugiesischer Höfling, Chronist, Dichter und Architekt (* um 1470)
- Gil Vicente, portugiesischer Dramatiker und Satiriker (* um 1465)